# واژگونی پویا

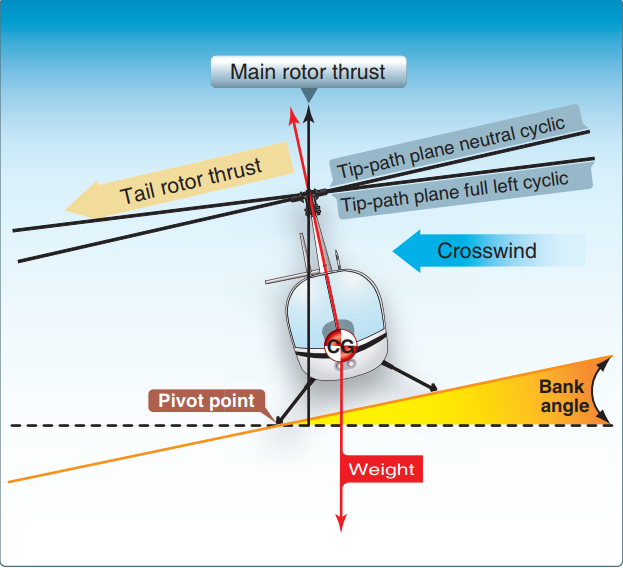

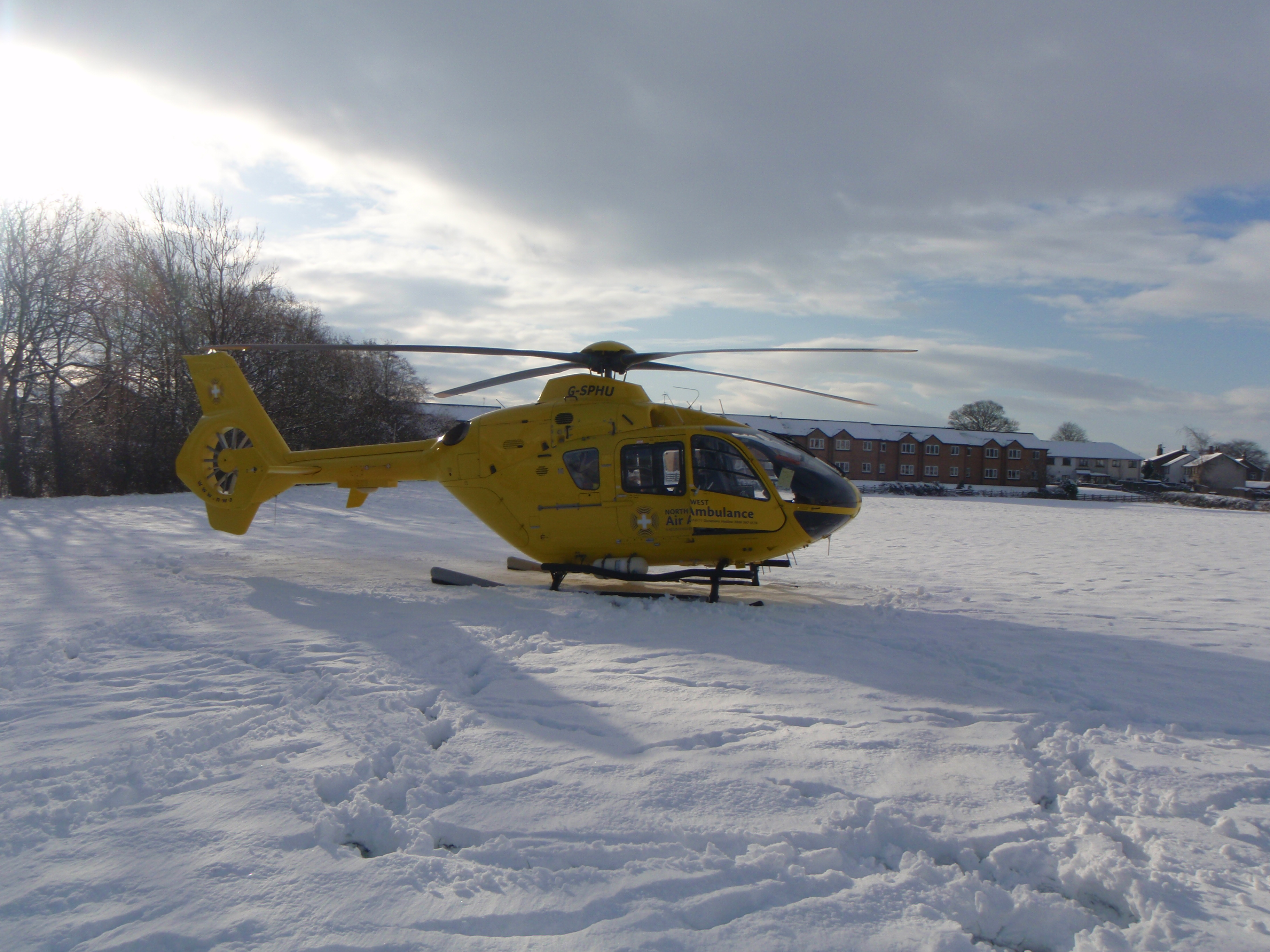
یک بالگرد با کمی نشست درون برف

واژگونی پویا (به انگلیسی: Dynamic rollover) به وضعیت واژگون شدن بالگرد (چپ کردن) در هنگام بلند شدن از زمین گفته می‌شود. واژگون شدن یک بالگرد یا هواگرد بالگردان در هنگام برخاستن از زمین، به فاکتورهای گوناگونی وابسته است و هنگامی که یک طرف از بالگرد تمایل به واژگونی داشته باشد و از زمین بلند شود، رهایی از آن دیگر غیرممکن است و باید از ترفندهای خنثی کردن این شرایط کمک گرفت تا از واژگون شدن بالگرد جلوگیری شود. در صورتی که یک طرف بالگرد از زمین بلند شود و طرف دیگر بر روی زمین بماند، تنظیم سکان (سایکلیک) دیگر کارساز نخواهد بود و بالگرد چپ کرده و ملخ با زمین برخورد خواهد داشت. واژگونی پویا می‌تواند در هرگونه هواگرد بالگردان خواه دارای چرخ یا تیرک‌های فرود رخ دهد.
واژگونی پویا زمانی رخ می‌دهد که بالگرد از ناحیهٔ یک چرخ یا اسکید به زمین گیر کند که این گیر کردن به زمین می‌تواند دلایل زیادی داشته باشد. این دلایل ازجمله گیر کردن اسکید یا چرخ در آسفالت نرم، تَرَک زمین، گِل، برف و یخ یا گیر کردن به سنگ در هنگام هاور کردن در فاصلهٔ نزدیک با زمین باشد. همچنین اگر خلبان بر روی یک سطح شیب‌دار یا زمین نامسطح فرود بیاید ممکن است چنین حالتی رخ دهد که یک چرخ یا اسکید با مانعی اتصال برقرار نماید. می‌توانید واژگونی پویا را در این ویدوی تماشا کنید.
به محض رخ دادن چنین شرایطی، خلبان به‌طور غریزی سکان را در جهت برعکس می‌گرداند ولی چرخاندن سکان (سایکلیک) به طرف مخالف نیز کارساز نخواهد بود. برای نمونه اگر بالگرد در آستانهٔ برخاستن از زمین باشد و چرخ یا اسکید سمت چپ از زمین بلند شود ولی چرخ یا تیرک سمت راست از زمین بلند نشود و به مانعی گیر کرده باشد، اینجاست که بالگرد به سمت راست کشیده خواهد شد و تمایل زیادی به واژگونی به سمت راست نشان خواهد داد. حتی اگر خلبان تصمیم بگیرد سکان را به سمت چپ حرکت دهد تا بالگرد به حالت طبیعی بازگردد، به احتمال زیاد عملی نخواهد بود و حادثه رخ خواهد داد؛ تنها راه فرار از این شرایط از بین بردن نیروی برآر در پروانهٔ بالگرد است؛ بنابراین در چنین شرایطی توصیه شده که خلبان به سرعت اهرم کولکتیو را پایین برده و لیفت را کاهش دهد تا بالگرد با از دست دادن نیروی برآر به مکان سابق خود بازگردد. در صورتی که واژگون شدن بالگرد قطعی باشد، پایین بردن اهرم کولکتیو نیز کفایت نمی‌کند؛ بنابراین بالا بردن اهرم کولکتیو برای افزایش نیروی برآر آخرین راه برای جلوگیری از واژگونی خواهد بود تا بالگرد به‌صورت مایل از زمین برخیزد. حوادث زیادی به این شیوه برای بالگردها رخ داده‌است که بالگرد در بدترین شرایط موفق به برخاستن از زمین شد.